# Lansa
Lansa är en by i Fårö socken på Gotland.
Lansa består av fem fastigheter, varav fyra oskiftade. Bybebyggelsen är av ålderdomligt snitt, två av bostadshusen är parstugor i sten från tidigt 1700-tal. I södra byn ligger en parstuga från tidigt 1800-tal. Bland ekonomibyggnadern ha de flesta haft agtak.
I Bagghagen sydost om Marpes finns ett bronsåldersröse, skeppssättning, järnåldersgravar och rester av husgrunder. Vid Austaränge sydost om Lansa rester av husgrunder och stensträngar. I Giftskog inns flera boplatser med husgrunder, fornåkrar och gravar.
Det omgivande karga landskapet är rikt på fornminnen. Själva gården och bybebyggelsen omges av med rik lövskog och rester av ängen.